# Murdannia fadeniana
Murdannia fadeniana là một loài thực vật có hoa trong họ Commelinaceae. Loài này được Nampy & Joby mô tả khoa học đầu tiên năm 2003.